# Лорика сквамата

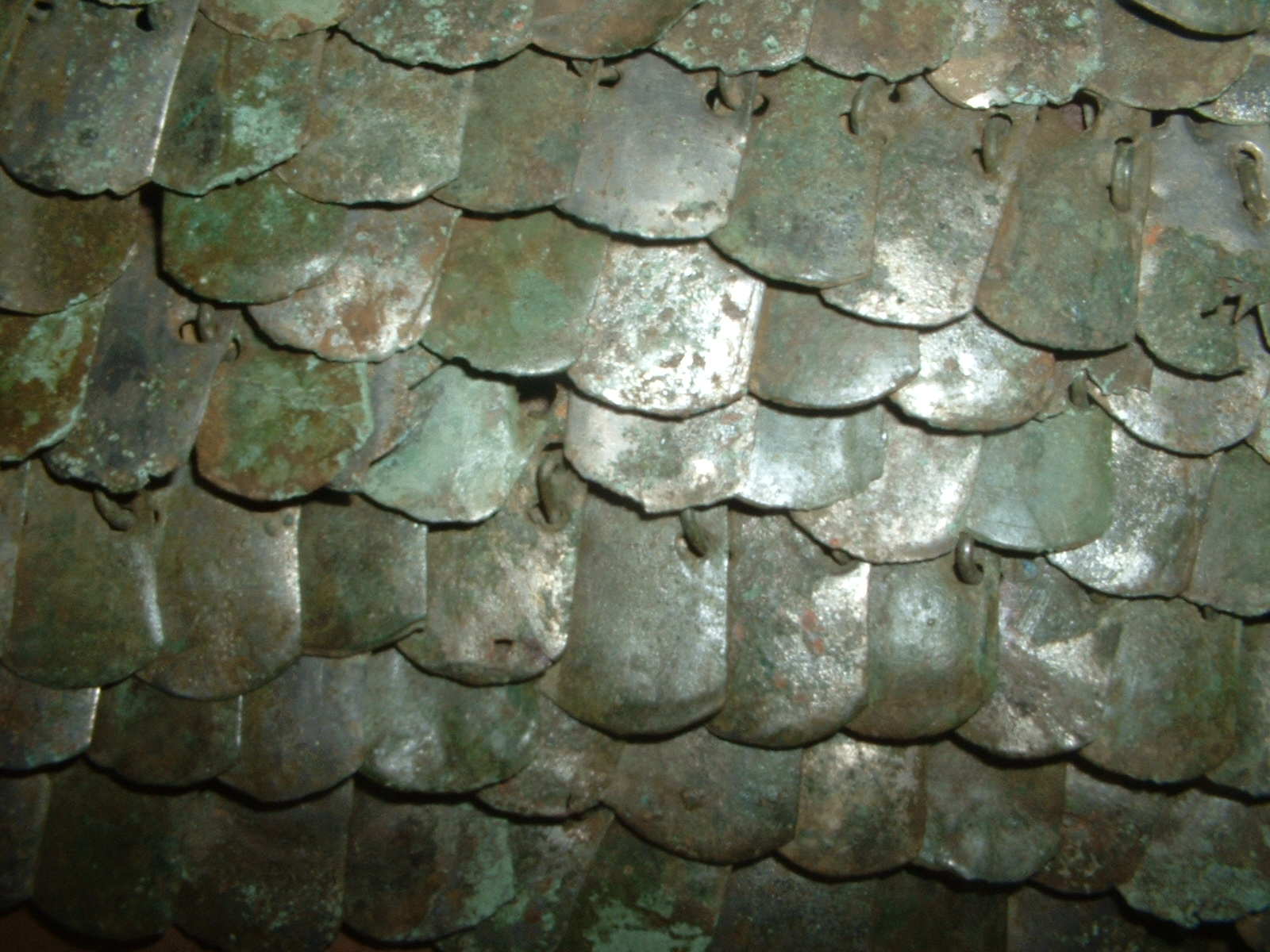
Фрагмент лорика сквамата. Музей у Тонтоні (Англія)

Лори́ка сквама́та (лат. lorica squamata) — тип давньоримського панцира (лорика), який складався з лусок на тканинній основі. Термін lorica squamata походить від лат. squama («луска», «лусочка») і означає буквально «лускатий панцир». Не знайдено жодного екземпляра цілої лорики сквамати, але її фрагменти часто зустрічаються в археологічних знахідках.

## Історія

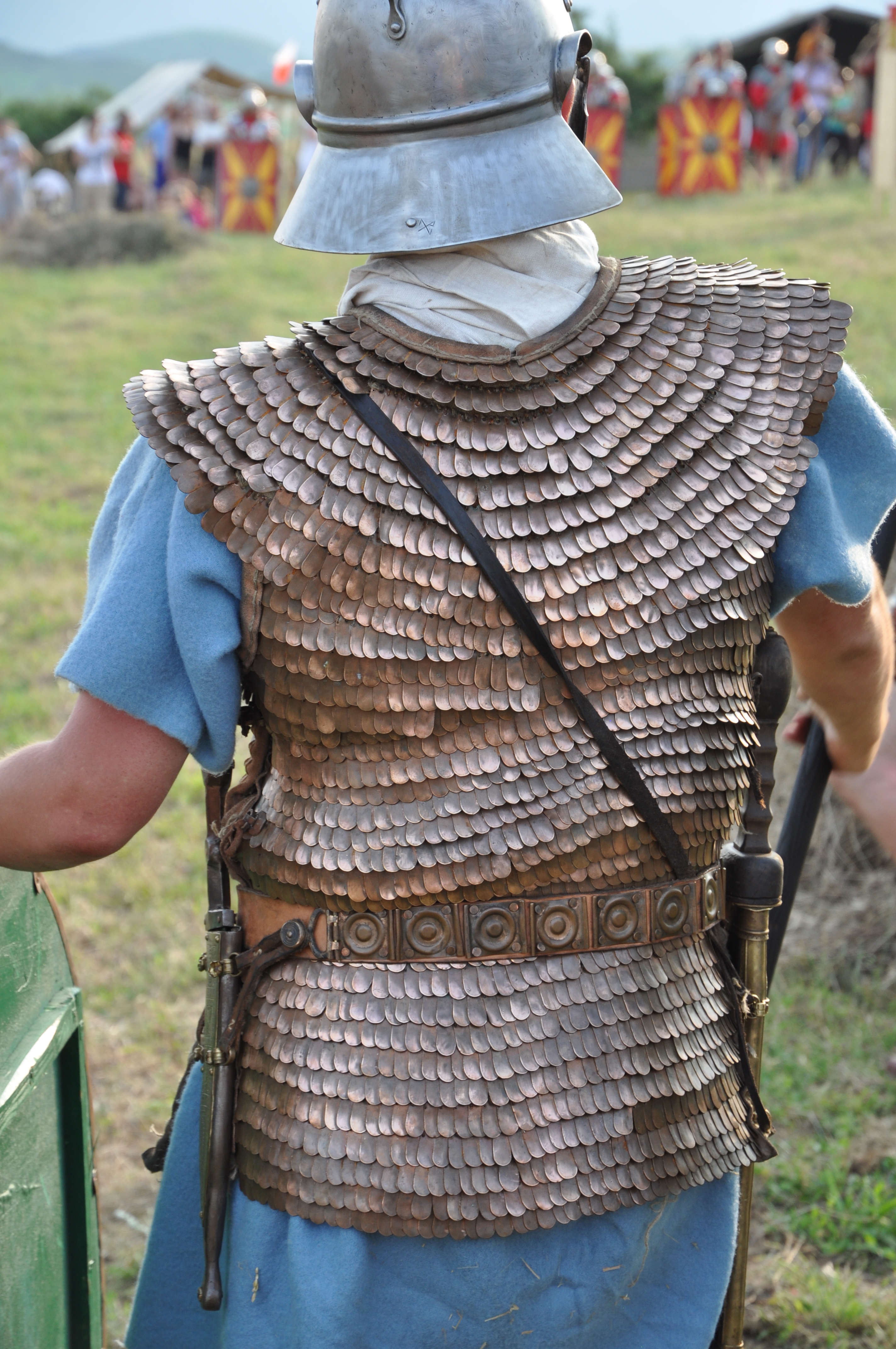
Римський вершник у лорика сквамата. Сучасна реконструкція

Лускаті обладунки уперше з'явилися на Сході, римляни познайомилися з ними під час підкорення Азії. За правління династії Северів (193—235 р.р.) лускатий обладунок набув поширення у римській армії під назвою lorica squamata — «луската лорика». Первісно його використовували виключно центуріони, проте на ІІІ ст. поширився і серед простих легіонерів.

## Технологія
Матеріалом для лорика сквамата слугувала сталь або бронза, іноді використовували інші метали. Пластини могли бути луженими: такі обладунки відомі з археологічних знахідок. Розміри лусок становили зазвичай 1,3 на 2,5 см, завтовшки від 0,5 мм. Для кріплення вони мали 4-12 отворів: 2 або більш з кожної крайки для з'єднання з сусідніми в ряду, 1-2 зверху для пришивання до основи, та іноді 1-2 унизу для додаткового з'єднання з основою або одної до одної. Окремі пластини-луски (squamae) прикріплювали на тканинну основу, схожу на звичайну туніку, скріплювали між собою кілечками. Пластини також могли бути пришнуровані до основи. Сусідні пластинки трошки заходили одна за одну, а кожен вищий ряд частково перекривав нижчий, цим створювався добрий захист від рублячих та різальних ударів і влучання стріл. Припускають, що лорика сквамата погано тримала удари списом, особливо спрямовані знизу догори, але це питання є дискусійним.
Основою для лорика сквамата слугувала, ймовірно, полотняна сорочка-туніка, підбита вовною. Матеріал сприяв пом'якшенню (амортизації) ударів та не дозволяв пластинкам вдавлюватися у тіло. Для додаткового захисту до панцира часто додавали птеруги — полотняні або шкіряні смуги, які утворювали «спіднички» на стегнах і на плечах.

## Див. також

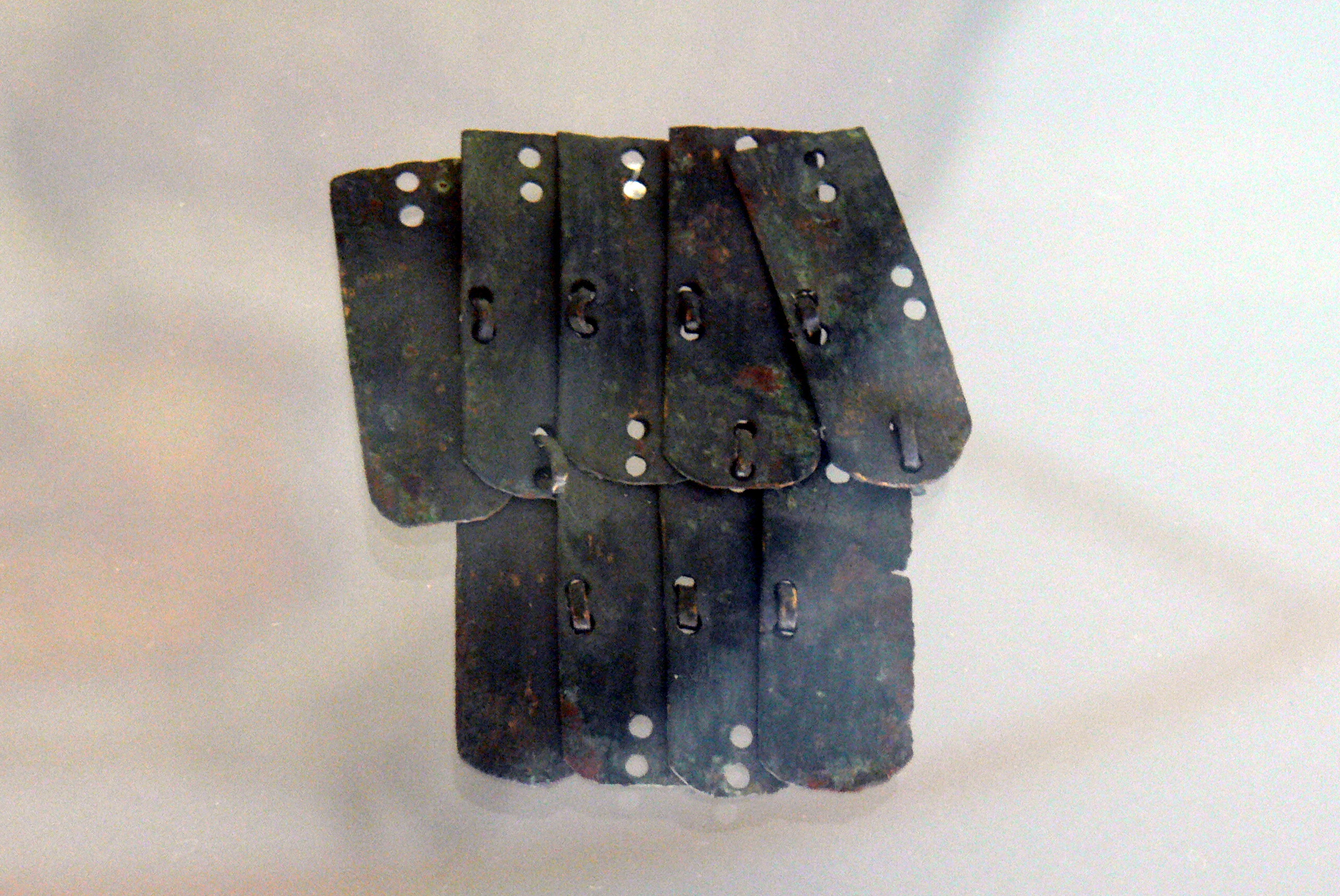
Пластинки лорика сквамата. Музей у Вельсі (Австрія)

## Інше
Поряд з лускатим обладунком, де окремі пластини пришивали до основи, у давньоримській армії застосовували інший тип лускатого панцира — лорика серта. Його відмінність від лорика сквамата полягала у тому, що луски не пришивали до основи, а прикріпляли одну до одної (ламелярний обладунок).

## Галерея

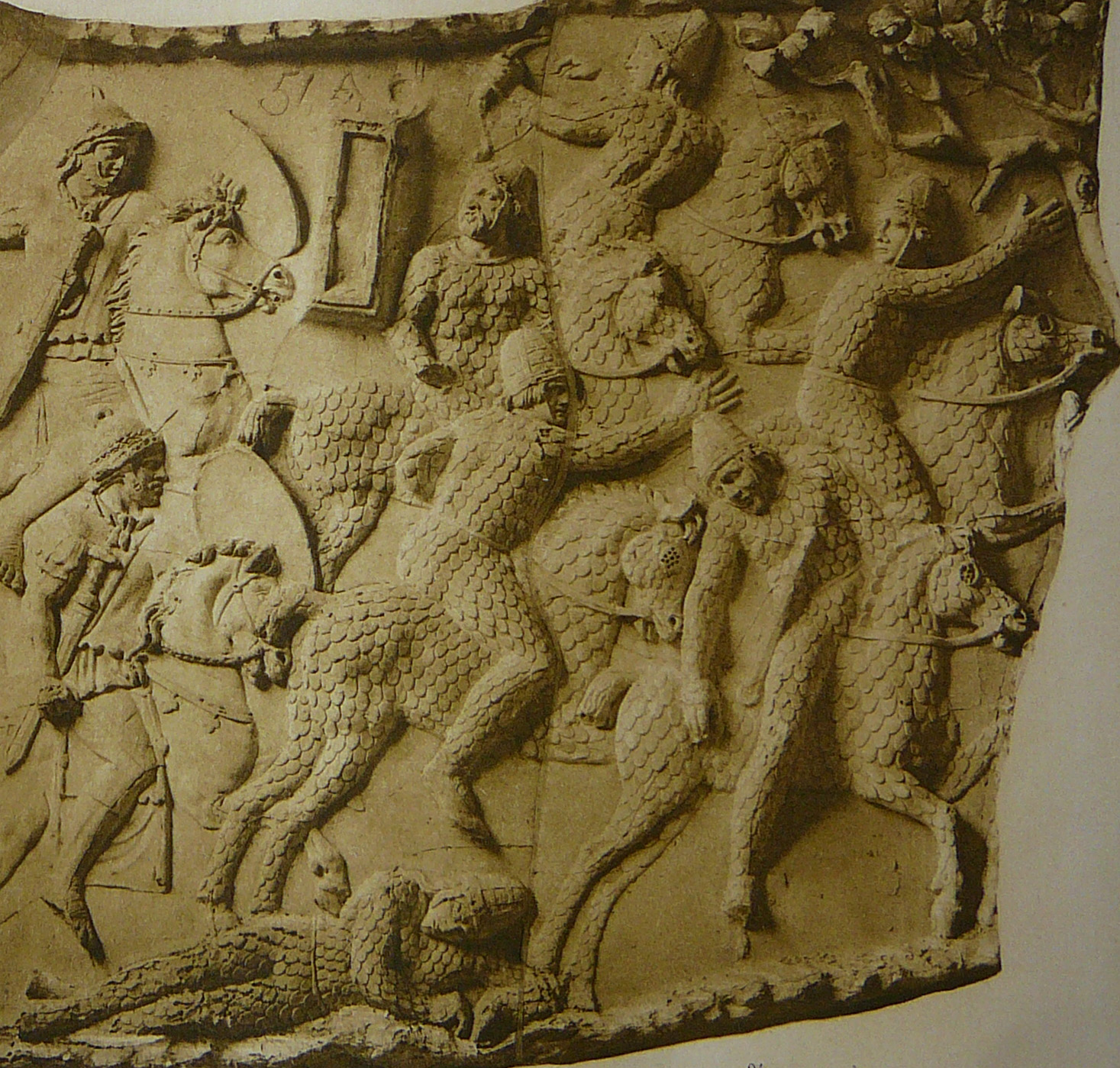
Рельєф «Колони Траяна» (метопа XXVIII), що зображує битву римлян з сарматами. На останніх — лускаті обладунки
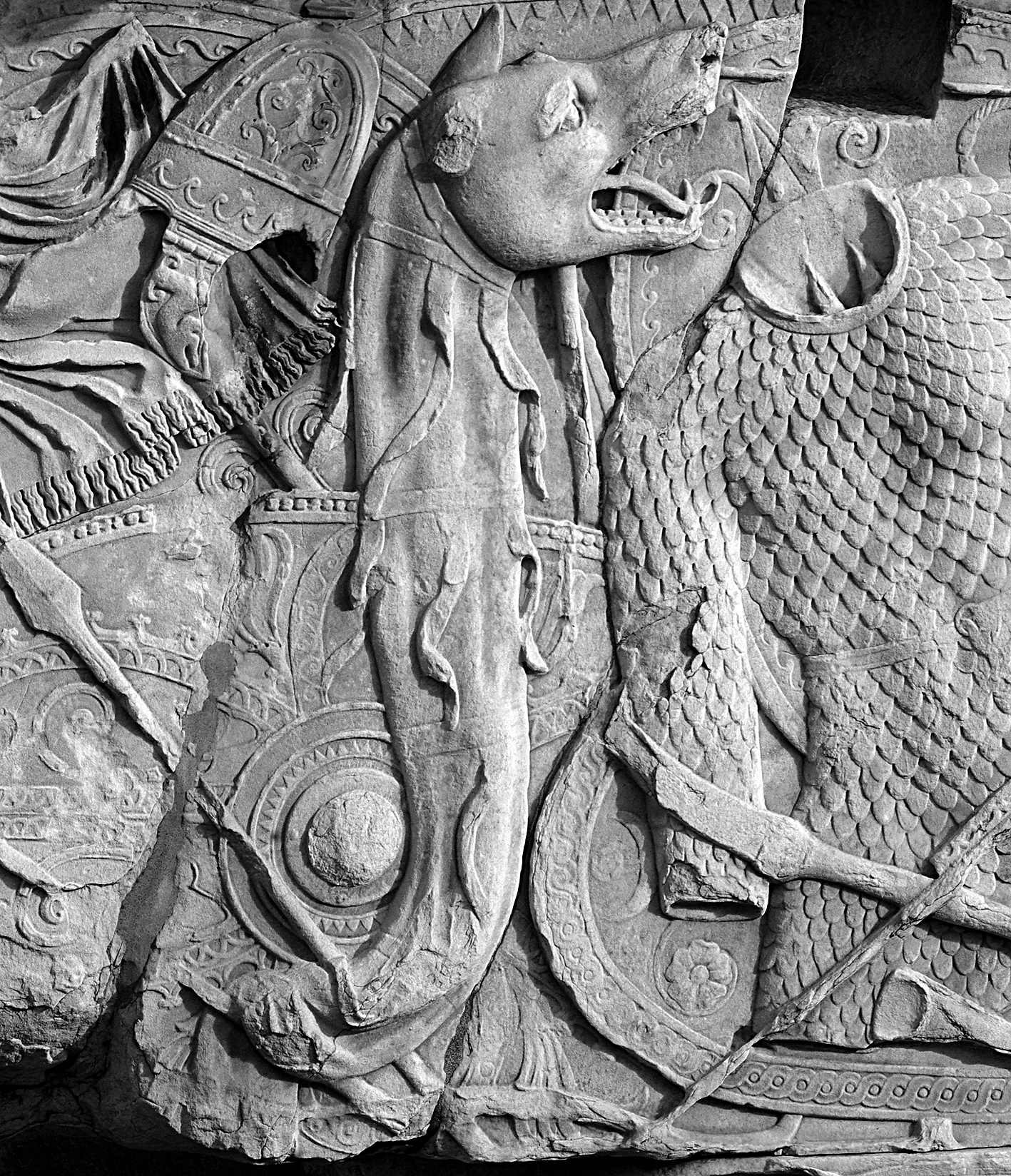
Рельєф «Колони Траяна» із зображеннями «Дакійського Дракона» та лускатого панцира
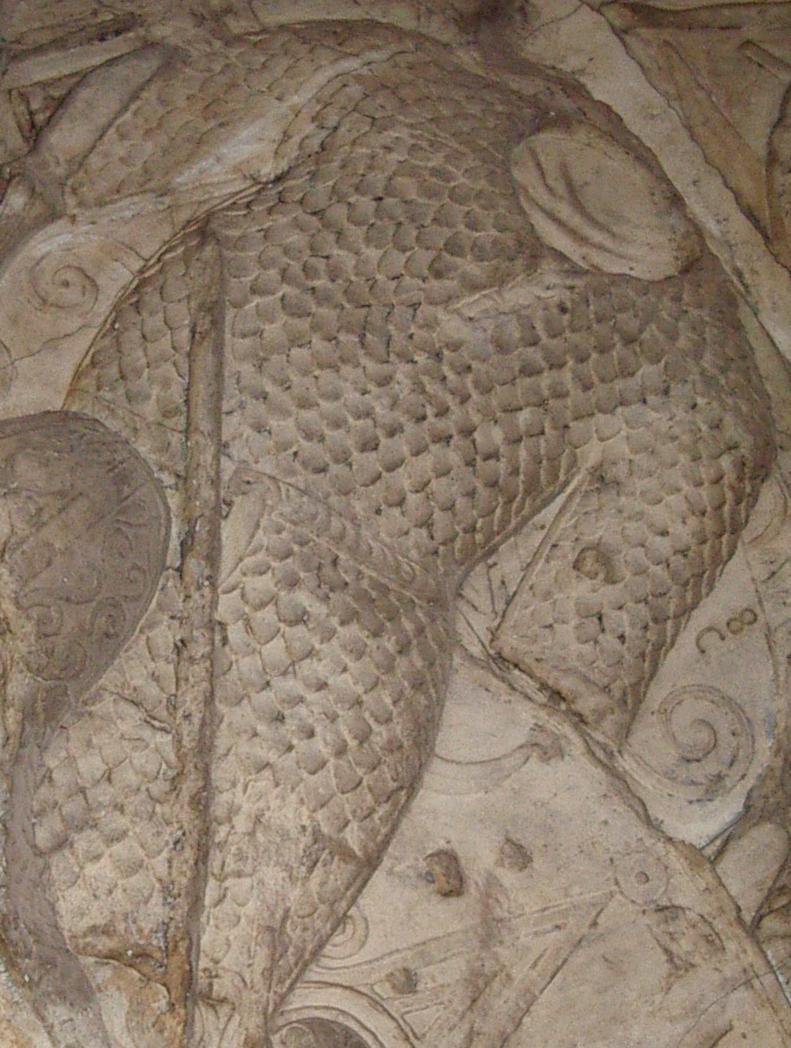
Лускатий панцир дакійського воїна. Копія з рельєфу «Колони Траяна»
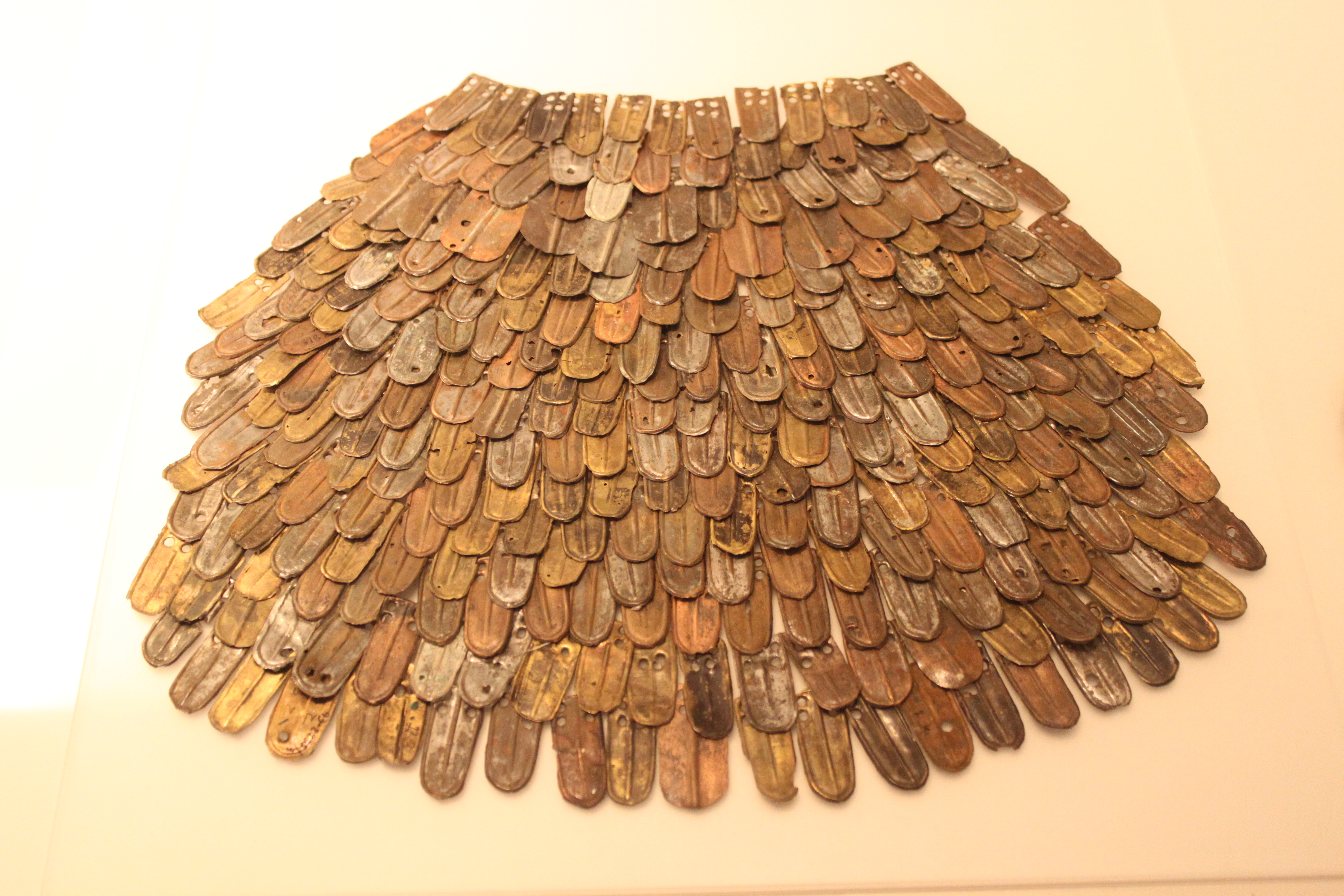
Пластини лускатого панциру, знайдені у Масаді (Ізраїль)
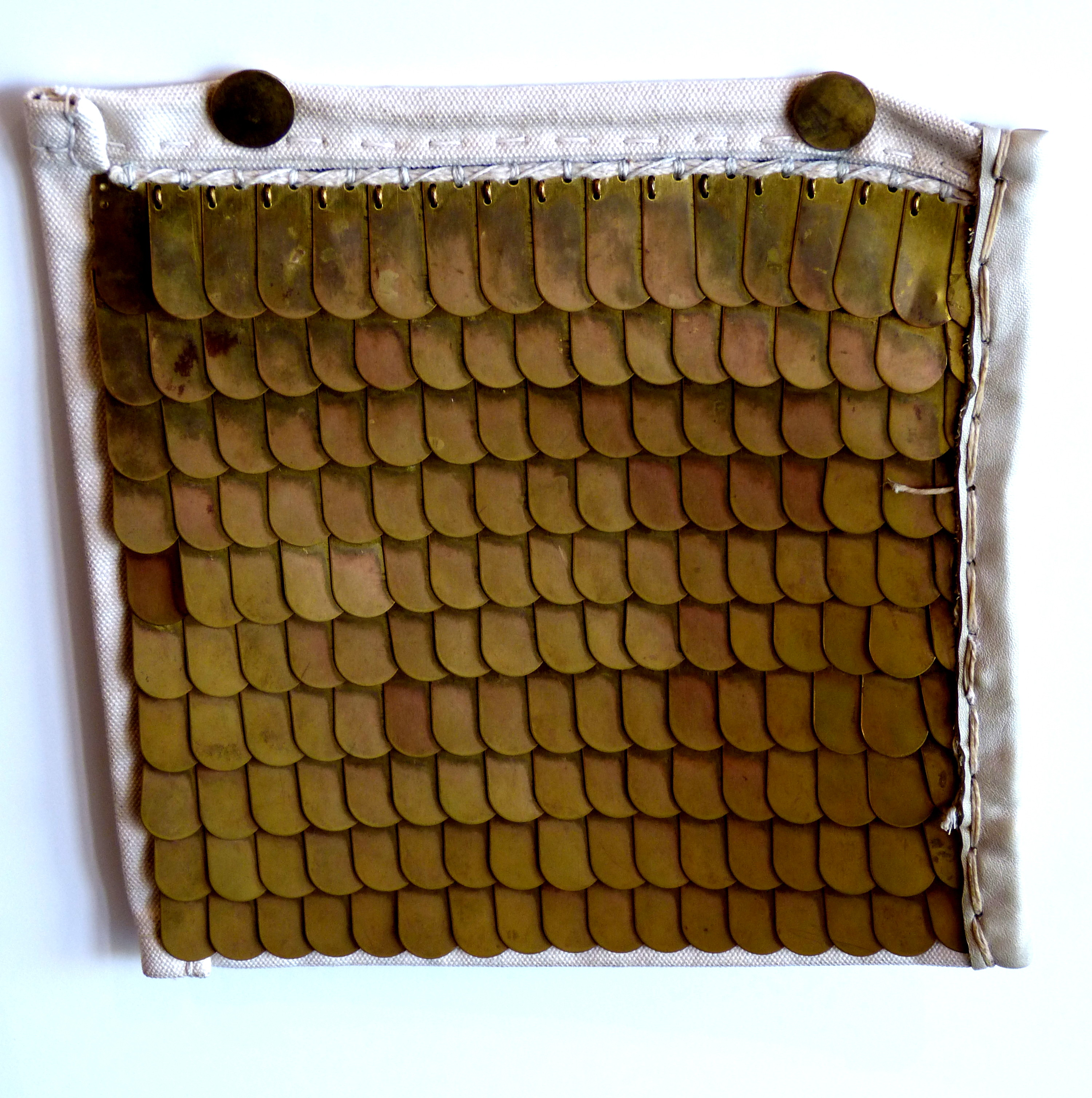
Фрагмент сучасної реконструкції лорика сквамата
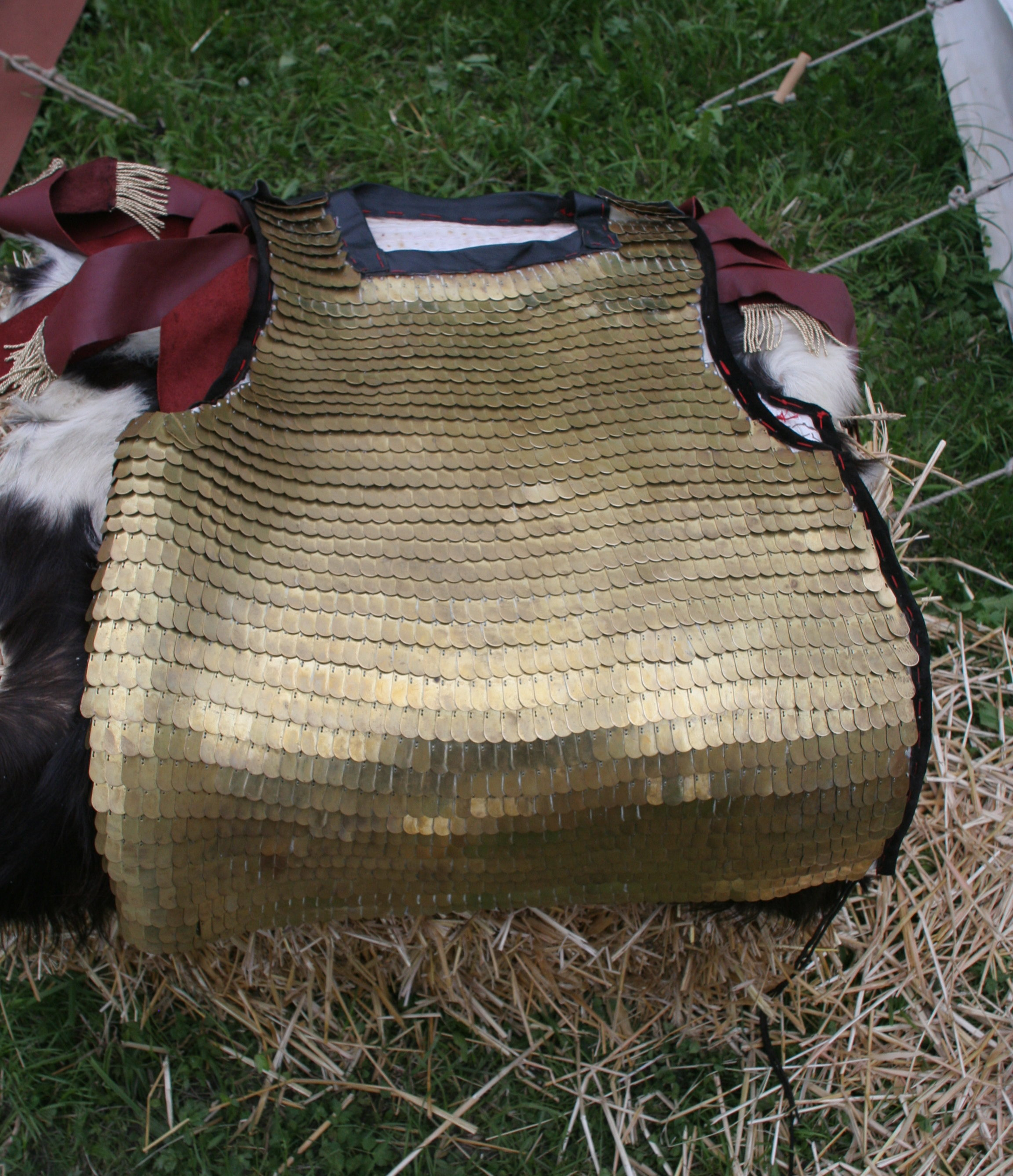
Сучасна реконструкція лорика сквамата
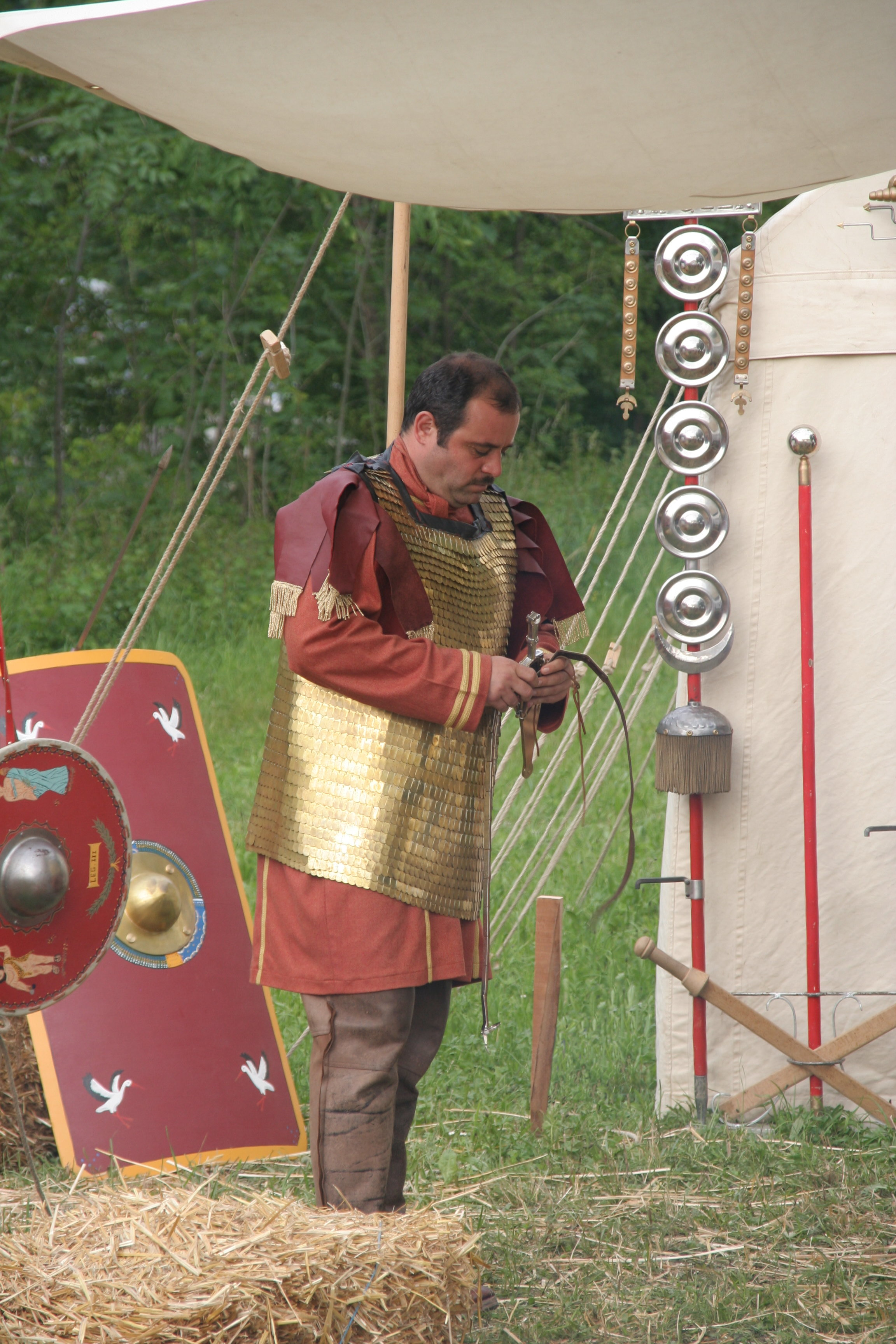
Римський центуріон у лорика сквамата. Сучасна реконструкція